# (3546) Atanasoff
(3546) Atanasoff es un asteroide perteneciente al cinturón de asteroides, descubierto el 28 de septiembre de 1983 por el equipo del Observatorio Astronómico Nacional de Rozhen

## Designación y nombre
Designado provisionalmente como 1983 SC. Fue nombrado Atanasoff en honor al matemático estadounidense John Atanasoff.